# Eusebio Gómez
Eusebio Gómez (1883-1954) fue un criminalista,  jurista, juez y profesor de  derecho argentino. Se graduó de abogado en 1902 en la Universidad de Buenos Aires con una tesis sobre Sugestión y responsabilidad criminal. Se formó en la escuela positivista italiana de Derecho Penal y recibió influencia de Enrico Ferri; consecuentemente estimaba que en el proceso penal se debían investigar también los factores sociales y económicos que incidían en los delitos.

## Cargos desempeñados
Fue nombrado Director de la Penitenciaria Nacional en 1923 y solicitó la creación  de una “Escuela de Celadores y Guardianes” para capacitar al personal subalterno, lo que se concretó al año siguiente por un decreto de Poder Ejecutivo, en ese momento a cargo de Marcelo T. de Alvear.
Fue juez en lo criminal en la Capital Federal hasta 1941 y director general de establecimientos penales de la provincia de Buenos Aires. 

## Actividad académica
Fue profesor titular de derecho penal en la Universidad de Buenos Aires. Fundó y dirigió la Revista de derecho penal. Ya en 1908 escribió La mala vida en Buenos Aires con notas y observaciones sobre el hampa. El 1917 publicó Pasión y delito, un estudio monográfico y en 1933 Delincuencia político - social.  Sus obras principales fueron el Tratado de derecho penal (escrito entre 1939 y 1942), en seis tomos y las Leyes penales anotadas, en cuatro tomos, obra en la cual cada artículo de las normas son acompañados de una explicación breve y sencilla, pero suficiente para disipar dudas e incertidumbres. En 1937 redactó en colaboración con Jorge Eduardo Coll un proyecto de Código Penal conocido desde entonces como el proyecto Coll-Gómez. Participó en numerosos congresos penales nacionales e internacionales, como el de Londres en 1925 y Bruselas en 1926.

## Obras
- Estudios penitenciarios (1906)
- La mala vida en Buenos Aires 1908)
- El trabajo carcelario (1910)
- Criminología argentina. Reseña bibliográfica (1912)
- El problema penal argentino
- Pasión y delito (1917)
- Delincuencia político - social (1933)
- Tratado de derecho penal, en seis tomos
- Leyes penales anotadas, en cuatro tomos.

## Valoración
El profesor Luis Jiménez de Asúa escribió lo siguiente:

"Pero Eusebio Gómez no fue únicamente un científico, un gran jurista, sino un realizador en la dirección de la penitenciaría de Buenos Aires y en la de institutos penales de La Plata. Y, además, un gran argentino, inquieto por el camino que durante un reciente decenio llevó su patria por el mundo. Renunció a su cátedra antes que ningún otro, y esa renuncia era en él más que un gesto: supuso un enorme sacrificio. En primer término porque el aula fue para él amada tribuna desde donde adoctrinaba a los futuros juristas, y en segundo lugar porque al marcharse de los claustros universitarios agravaba la pobreza en que con altivez ejemplar vivió sus últimos años. Siempre digno, en la última etapa de su vida, apartado por voluntad propia de todo cargo público, judicial y universitario, bregó sin tregua por restaurar la democracia en su país. Le hacemos el honor de recordar sus méritos, su espíritu batallador y sus sólidos conocimientos".

Eusebio Gómez falleció en su casa del barrio de Belgrano, en la ciudad de Buenos Aires, Argentina en 1954.
- VIDA FAMILIAR Y DESCENDENCIA - 
Naciò en el hogar conformado por Don Josè Eusebio Gòmez, Periodista, Profesor del "Colegio Argentino" de Corrientes y en el Colegio de Entre Rìos,adonde adoptò el Sistema Lancasteriano y publicò  numerosas obras didàcticas y Doña Arsenia Costas Olaechea Herrera, dama santiagueña, perteneciente a las tradicionales familias de èsa provincia. El matrimonio tuvo tres hijos, Arsenia, quien falleciò soltera, Marìa Mercedes c.m.c Saturnino Costas Olaechea Ibàñez (c.s), y Eusebio quien c.m.c Otilia Lima Quintana y tuvo por hija a Noemì Gòmez Costas Lima.